# Zaid Tahseen
Zaid Tahseen Abd Zaid Hantoosh, noto semplicemente come "Zaid Tahseen" (in arabo زَيْد تَحْسِيْن عَبد زيد‎?; 29 gennaio 2001), è un calciatore iracheno, difensore dell'Al-Talaba e della nazionale irachena.

## Carriera

### Club
Ha giocato nella prima divisione irachena.

### Nazionale
Ha giocato nella nazionale irachena Under-23, con la quale nel 2024 ha anche conquistato un terzo posto ai campionati asiatici di categoria.
Tahseen esordisce con la nazionale maggiore irachena il 26 settembre 2022, in un match contro la Siria, valevole per un torneo amichevole in Giordania.

## Statistiche

### Cronologia presenze e reti in nazionale
| Cronologia completa delle presenze e delle reti in nazionale ― Iraq | Cronologia completa delle presenze e delle reti in nazionale ― Iraq | Cronologia completa delle presenze e delle reti in nazionale ― Iraq | Cronologia completa delle presenze e delle reti in nazionale ― Iraq | Cronologia completa delle presenze e delle reti in nazionale ― Iraq | Cronologia completa delle presenze e delle reti in nazionale ― Iraq | Cronologia completa delle presenze e delle reti in nazionale ― Iraq | Cronologia completa delle presenze e delle reti in nazionale ― Iraq |
| Data                                                                | Città                                                               | In casa                                                             | Risultato                                                           | Ospiti                                                              | Competizione                                                        | Reti                                                                | Note                                                                |
| ------------------------------------------------------------------- | ------------------------------------------------------------------- | ------------------------------------------------------------------- | ------------------------------------------------------------------- | ------------------------------------------------------------------- | ------------------------------------------------------------------- | ------------------------------------------------------------------- | ------------------------------------------------------------------- |
| 26-9-2022                                                           | Amman                                                               | Siria                                                               | 0 – 1                                                               | Iraq                                                                | Amichevole                                                          | -                                                                   |                                                                     |
| 12-11-2022                                                          | Madrid                                                              | Ecuador                                                             | 0 – 0                                                               | Iraq                                                                | Amichevole                                                          | -                                                                   | 87’                                                                 |
| 30-12-2022                                                          | Bassora                                                             | Iraq                                                                | 1 – 0                                                               | Kuwait                                                              | Amichevole                                                          | -                                                                   |                                                                     |
| 9-1-2023                                                            | Bassora                                                             | Arabia Saudita                                                      | 0 – 2                                                               | Iraq                                                                | Coppa delle nazioni del Golfo 2023 - 1º turno                       | -                                                                   | 90+1’                                                               |
| 6-1-2024                                                            | Abu Dhabi                                                           | Iraq                                                                | 0 – 1                                                               | Corea del Sud                                                       | Amichevole                                                          | -                                                                   | 89’ 61’                                                             |
| 19-1-2024                                                           | Al Rayyan                                                           | Iraq                                                                | 2 – 1                                                               | Giappone                                                            | Coppa d'Asia 2023 - 1º turno                                        | -                                                                   | 78’                                                                 |
| 24-1-2024                                                           | Al Rayyan                                                           | Iraq                                                                | 3 – 2                                                               | Vietnam                                                             | Coppa d'Asia 2023 - 1º turno                                        | -                                                                   |                                                                     |
| 21-3-2024                                                           | Bassora                                                             | Iraq                                                                | 1 – 0                                                               | Filippine                                                           | Qual. Mondiali 2026                                                 | -                                                                   |                                                                     |
| 26-3-2024                                                           | Manila                                                              | Filippine                                                           | 0 – 5                                                               | Iraq                                                                | Qual. Mondiali 2026                                                 | 1                                                                   |                                                                     |
| 6-6-2024                                                            | Giacarta                                                            | Indonesia                                                           | 0 – 2                                                               | Iraq                                                                | Qual. Mondiali 2026                                                 | -                                                                   | 80’                                                                 |
| 11-6-2024                                                           | Bassora                                                             | Iraq                                                                | 3 – 1                                                               | Vietnam                                                             | Qual. Mondiali 2026                                                 | -                                                                   | 56’                                                                 |
| Totale                                                              |                                                                     | Presenze                                                            | 11                                                                  |                                                                     | Reti                                                                | 1                                                                   |                                                                     |

| Cronologia completa delle presenze e delle reti in nazionale ― Iraq olimpica | Cronologia completa delle presenze e delle reti in nazionale ― Iraq olimpica | Cronologia completa delle presenze e delle reti in nazionale ― Iraq olimpica | Cronologia completa delle presenze e delle reti in nazionale ― Iraq olimpica | Cronologia completa delle presenze e delle reti in nazionale ― Iraq olimpica | Cronologia completa delle presenze e delle reti in nazionale ― Iraq olimpica | Cronologia completa delle presenze e delle reti in nazionale ― Iraq olimpica | Cronologia completa delle presenze e delle reti in nazionale ― Iraq olimpica |
| Data                                                                         | Città                                                                        | In casa                                                                      | Risultato                                                                    | Ospiti                                                                       | Competizione                                                                 | Reti                                                                         | Note                                                                         |
| ---------------------------------------------------------------------------- | ---------------------------------------------------------------------------- | ---------------------------------------------------------------------------- | ---------------------------------------------------------------------------- | ---------------------------------------------------------------------------- | ---------------------------------------------------------------------------- | ---------------------------------------------------------------------------- | ---------------------------------------------------------------------------- |
| 24-7-2024                                                                    | Décines-Charpieu                                                             | Iraq                                                                         | 2 – 1                                                                        | Ucraina                                                                      | Olimpiadi 2024 - 1º turno                                                    | -                                                                            |                                                                              |
| 27-7-2024                                                                    | Décines-Charpieu                                                             | Argentina                                                                    | 3 – 1                                                                        | Iraq                                                                         | Olimpiadi 2024 - 1º turno                                                    | -                                                                            | 46’                                                                          |
| Totale                                                                       |                                                                              | Presenze                                                                     | 3                                                                            |                                                                              | Reti                                                                         | 0                                                                            |                                                                              |

## Palmarès

### Nazionale
- Coppa delle nazioni del Golfo: 1

2023